# Antonio Tajani
Antonio Tajani (Róma, 1953. augusztus 4.) olasz politikus, 2008 májusától az Európai Bizottság alelnöke, 2010-től az iparért és vállalkozáspolitikáért felelős biztosa a második Barroso-bizottságban. 2017 januárjában az Európai Parlament elnökévé választották a képviselői szavazatok 55,4 százalékával. 2022. október 22-től olasz külügyminiszter és az egyik Miniszterelnök-helyettese.

## Tanulmányok és újságírói karrierje
Antonio Tajani a Torquato Tasso Gimnáziumba járt, és jogot végzett a római La Sapienza Egyetemen.
Az olasz légierő tisztje volt, légvédelmi irányítóként dolgozott.
Hivatásos újságíró és parlamenti tudósító volt, és az Il Settimanale című olasz hetilap szerkesztője. Az olasz közszolgálati média Radiotelevisione Italiana Rai Radio 1 Gr1 rádiós hírműsorának vezetője volt.
Az Il Giornale nevű olasz jobboldali szellemiségű napilap római szerkesztőségének vezetője, különleges tudósítóként járt Libanonban, a Szovjetunióban és Szomáliában. Az olasz mellett, angol, francia és spanyol nyelven beszél.

## Politikai karrierje
A Forza Italia jobboldali-liberális párt alapítója volt, 1994-ben.
Az első Berlusconi-kormány idején az olasz miniszterelnökség szóvivője. Az 1996-os parlamenti választáson a Lazióban levő Alatri településen volt egyéni jelölt, ahol 45,3%-kal elvesztette a jelöltséget, és a baloldali Olajfa szövetség jelöltje nyert.
2001-ben a helyhatósági választásokon indult Róma polgármesteri címéért a jobbközép Szabadság Háza koalíció tagjaként, ahol a második fordulóban Walter Veltroni, a Baloldal Demokratái párt jelöltje legyőzte.

## Tevékenysége az Európai Unió intézményeiben
1994-ben, 1999-ben és 2004-ben az Európai Parlament képviselőjévé választották több mint 120 000 elsőbbségi szavazattal.
1999 júniusától 2008 májusáig a Forza Italia európai parlamenti küldöttségének vezetője.
2002-ben az Európai Néppárt alelnökévé választották, az ENP 2006. évi római és 2009. évi bonni kongresszusán pedig újraválasztották.
2002 februárjától 2003 júniusáig tagja volt az Európa jövőjével foglalkozó konventnek, amely megfogalmazta az európai alkotmány szövegét.
15 éves parlamenti tevékenysége során számos bizottság tagja volt (külügyi; a Giorgio Napolitano köztársasági elnök által elnökölt alkotmányügyi; közlekedési és idegenforgalmi; halászati; biztonsági és védelmi bizottságok).
2008 májusától 2010 februárjáig az Európai Bizottság alelnöke, közlekedésért felelős biztos.
2010 februárjától az Európai Bizottság alelnöke, iparért és vállalkozáspolitikáért felelős biztosa.

## Európai Parlament elnökévé választása
2017 januárjában Tajanit választották meg az Európai Parlament elnökévé. Az abszolút többséggel megszerzett győzelmével az Európai Néppárt mindhárom uniós intézményben meghatározóvá vált.
2017. január 17-én az előtte 5 évig elnöklő Martin Schulzot váltotta az elnöki pozícióban. Megválasztását paradox módon a konzervatívok támogatása mellett az euroszkeptikusoknak is köszönhette, akik támogatták a kinevezését. A brit konzervatívok és lengyel Kaczynski vezette ultrakonzervatívok is hozzájárultak győzelméhez a közel 12 órán tartó szavazásban. A negyedik fordulóban végül 351 vokssal – 282 ellenszavazattal – nyerte meg a választást a szociáldemokrata Gianni Pittellával szemben.

## Magyar kitüntetése
- A Magyar Érdemrend nagykeresztje (2020)

## Magánélete
Élt már Párizsban, Bolognában és Rómában. Nős, két gyermek apja.